# Hvide Sande Kanal
Hvide Sande Kanal är en kanal genom den 40 kilometer långa landtungan Holmsland Klit som förbinder Nordsjön med innanhavet Ringkøbing Fjord på Jylland i Danmark. Kanalen byggdes 1910 och ersatte då en äldre kanal vid Nymindegab. Den förstördes i en storm redan året därpå och inte förrän 1931 öppnades den igen. Runt kanalen ligger samhället Hvide Sande.